# B3GAT2
Галактозилгалактозилксилозилпротеин-3-бета-глюкуронозилтрансфераза типа 2 (англ. Galactosylgalactosylxylosylprotein 3-beta-glucuronosyltransferase 2; B3GAT2) — фермент из семейства глюкуронозилтрансфераз, продукт гена человека B3GAT2. Участвует в гликозилировании белков.

## Ферментативная активность и функции
B3GAT2 входит в семейство глюкуронозилтрансфераз. Катализирует перенос бета-1,3-связанной глукурононвой кислоты на концевую галактозу различных гликопротеинов и гликолипидов, содержащих остатки Gal-beta-1-4GlcNAc или Gal-beta-1-3GlcNAc. Участвует в синтезе углеводного эпитопа HNK-1 (естественный киллер человека-1), сульфатированного трисахарида, который играет роль в клеточной миграции и адгезии в нервной системе.

## Тканевая локализация
Белок экспрессирован в трахее, сетчатке глаз, спинном мозге, гиппокампусе и других областях мозга, а также в меньшей степени — в яичках и в яичниках.

## В исследовании
Антитела к эпитопу HNK-1 успешно применялись при исследованиях нервного гребня, в частности в эмбрионе птиц. Это позволило проанализировать сигнальные пути, играющие роль в клеточной миграции.

## Структура
Продукт гена B3GAT2 состоит из 323 аминокислот, молекулярная масса 36,9 кДа. Активный центр содержит Mn2+.